# Паннерден
Паннерден — село в голландській провінції Гелдерланд муніципалітету Зевенар.
Паннерден був окремим муніципалітетом з 1818 по 1985 рік. 1 січня 1985 р. Паннерден об'єднали з Гервен-ен-Ардт, щоб сформувати новий муніципалітет Рейнварден. А на початку 2018 року цей муніципалітет було приєднано до Зевенара.